# Пригородная волость (Богородский уезд)
Пригородная волость — волость в составе Богородского уезда Московской губернии. Существовала в 1924—1929 годах. Центром волости был город Богородск.
Пригородная волость была образована 21 апреля 1924 года из Ямкинской и частей Буньковской (селения Алексеево, Бабенки, Богослово, Борисово, Буньково, Гаврилово, Грибаново, Дальняя, Карабаново, Караваево, Следово и Тимково), Павлово-Посадской и Шаловской волостей Богородского уезда.
По данным 1925 года в волости было 49 сельсоветов: Авдотьинский, Аксеновский, Алексеевский, Балабановский, Бездедовско-Аборинский, Благовещенский, Больше-Буньковский, Воскресенский, Высоковский, Гавриловский, Дальнинский, Доможировский, Дядькинский, Ельнинский, Жилино-Горковский, Жуковский, Загорновский, Иваново-Афанасовский, Ивашевский, Кабановский, Каменско-Дренишниковский, Карабановский, Караваево-Богословский, Красковский, Мало-Буньковский, Мамонтово-Богословский, Мишуковский, Молзинский, Ново-Торбеевский, Новский, Обуховский, Памфиловский, Пашуковский, Пешковский, Подвязновский, Починковский, Пушкинский, Пятковский, Рузинский, Следовский, Соколовский, Старо-Псарьковский, Старо-Торбеевский, Стуловский, Тимковский, Успенский, Щекавцевский, Ямкинский.
В 1926 году Аксеновский с/с был переименован в Аксеново-Бутырский, Бездедовско-Аборинский — в Бездедовский, Мамонтово-Богословский — в Мамонтовский, Иваново-Афанасовский — в Шаловский. Жилино-Горковский с/с был разделён на Горковский и Жилинский с/с. Больше-Буньковский и Мало-Буньковский с/с были объединены в Буньковский с/с. Старо-Торбеевский с/с был присоединён к Ново-Торбеевскому. Были упразднены Жуковский, Красковский и Памфиловский с/с.
В 1927 году Бездедовский с/с был переименован в Бездедовско-Аборинский, Караваево-Богословский — в Караваевский, Кабановский — в Кабаново-Марьинский, Подвязновский — в Подвязново-Ново-Псарько-Бориловский, Рузинский — в Рузино-Бабенковский. Буньковский с/с разделён на Больше-Буньковский и Мало-Буньковский. Восстановлены Жуковский, Памфиловский и Старо-Торбеевский с/с.
В 1929 году Караваевский с/с был переименован в Караваево-Богословский, Подвязново-Ново-Псарько-Бориловский — в Подвязновский, Афанасовский — в Афанасово-Шибановский. Был упразднён Обуховский с/с.
В ходе реформы административно-территориального деления СССР в 1929 году Пригородная волость была упразднена. Основная часть её территории была передана Богородскому району Московского округа образованной Московской области, и лишь несколько селений перешли в состав Павлово-Посадского района.